# Dornogovi (tỉnh)
Dornogovi (tiếng Mông Cổ: Дорноговь, nghĩa là Đông Gobi) là một trong 21 Aimag (tỉnh) của Mông Cổ. Tỉnh nằm ở phía đông nam của đất nước, giáp với Khu tự trị Nội Mông Cổ của Trung Quốc ở phía đông nam, Khentii ở phía bắc, Sükhbaatar ở phía đông bắc, Govisümber ở phía tây bắc, Dundgovi ở phía tây và Ömnögovi ở phía tây nam. Địa hình trong tỉnh chủ yếu là cao nguyên khô hạn với độ cao trung bình là 1000 mét so với mực nước biển. Do vậy, Dornogovi thường xuyên phải hứng chịu các trận bão cát và hạn hán gây bất lợi đến việc phát triển kinh tế của tỉnh. Tỉnh Dornogovi cũng khá giàu tài nguyên khoáng sản, đặc biệt là than đá, floutit và có thể có dầu mỏ. Đường sắt Xuyên Mông Cổ đi qua tỉnh và do vậy việc thông thương với thủ đô Ulan Bator cũng như Trung Quốc trở nên dễ dàng.

## Hành chính
| Sum           | Tiếng Mông Cổ | Dân số (2000) | Dân số (2006) | Dân số (2009) | Diện tích (km²) | Mật độ (/km²) | Dân số trung tâm sum (2009) |
| ------------- | ------------- | ------------- | ------------- | ------------- | --------------- | ------------- | --------------------------- |
| Airag         | Айраг         | 3.467         | 3.486         | 3.598         | 7.442,58        | 0,48          | 2.607                       |
| Altanshiree   | Алтанширээ    | 1.547         | 1.422         | 1.306         | 7.225,71        | 0,18          | 370                         |
| Dalanjargalan | Даланжаргалан | 2.332         | 2.479         | 2.554         | 4.045,90        | 0,63          | 726                         |
| Delgerekh     | Дэлгэрэх      | 1.893         | 1.733         | 1.781         | 4.858,10        | 0,37          | 429                         |
| Erdene        | Эрдэнэ        | 2.832         | 2.448         | 2.395         | 9.952,04        | 0,24          | 1.577                       |
| Ikhkhet       | Иххэт         | 2.701         | 2.278         | 2.176         | 4.152,52        | 0,52          | 1.270*                      |
| Khatanbulag   | Хатанбулаг    | 3.362         | 3.082         | 2.985         | 18.669,37       | 0,16          | 603                         |
| Khövsgöl      | Хөвсгөл       | 1.720         | 1.461         | 1.531         | 8.376,96        | 0,18          | 385                         |
| Mandakh       | Мандах        | 1.905         | 1.648         | 1.528         | 12.660,61       | 0,12          | 366                         |
| Örgön         | Өргөн         | 2.028         | 1.922         | 1.816         | 8.689,65        | 0,21          | 871                         |
| Saikhandulaan | Сайхандулаан  | 1.281         | 1.301         | 1.217         | 9.558,34        | 0,13          | 354                         |
| Sainshand     | Сайншанд      | 18.290        | 19.548        | 20.480        | 2.342,80        | 8,74          | 18.747**                    |
| Ulaanbadrakh  | Улаанбадрах   | 1.730         | 1.550         | 1.543         | 11.370,92       | 0,14          | 367                         |
| Zamyn-Üüd     | Замын-Үүд     | 5.486         | 9.665         | 12.823        | 486,80          | 26,34         | 12.823*                     |

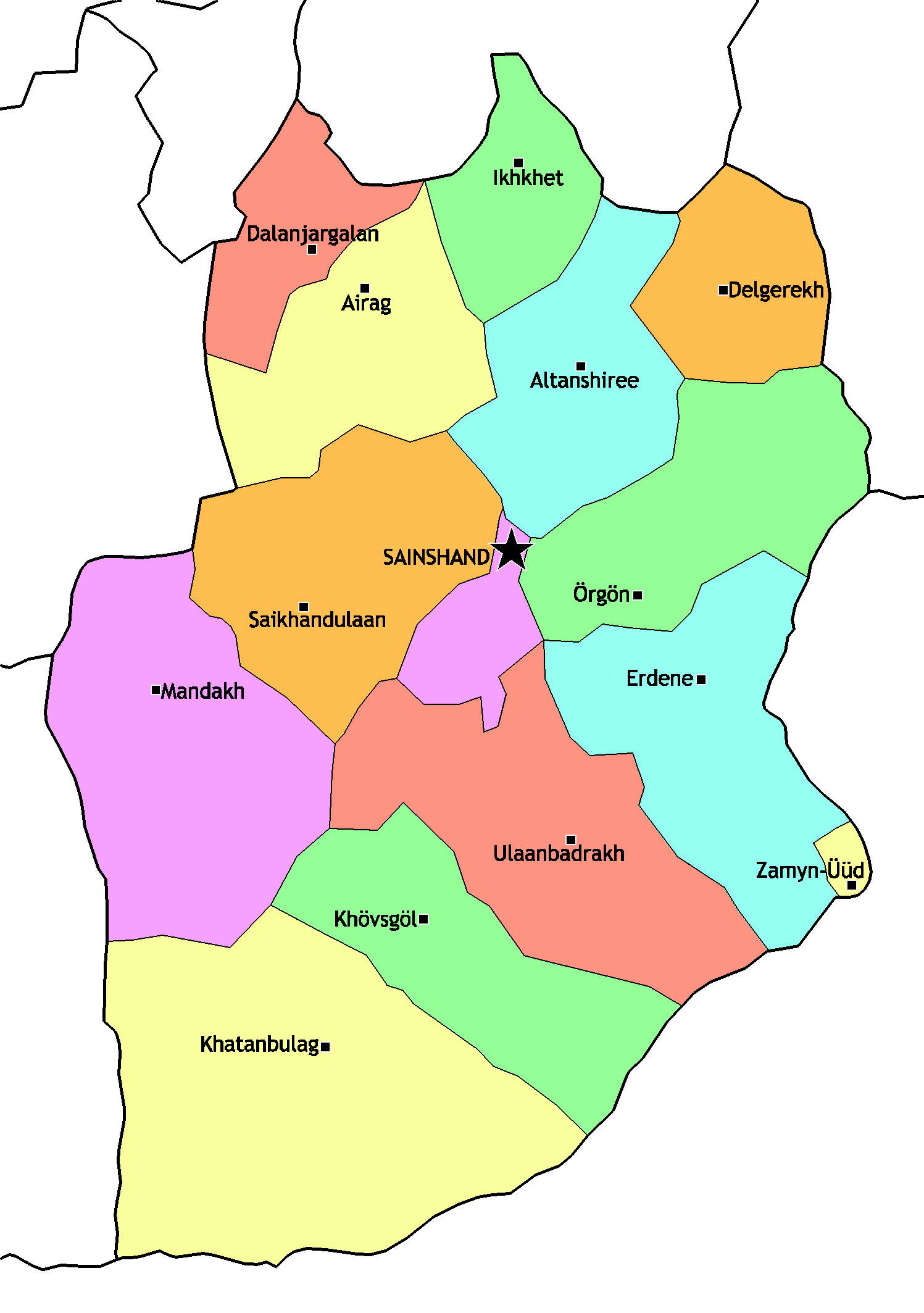
Các Sum của Dornogovi

* - tosgon (điểm cư dân theo kiểu đô thị).

** -  Tỉnh lị Sainshand